# Romolo Gessi

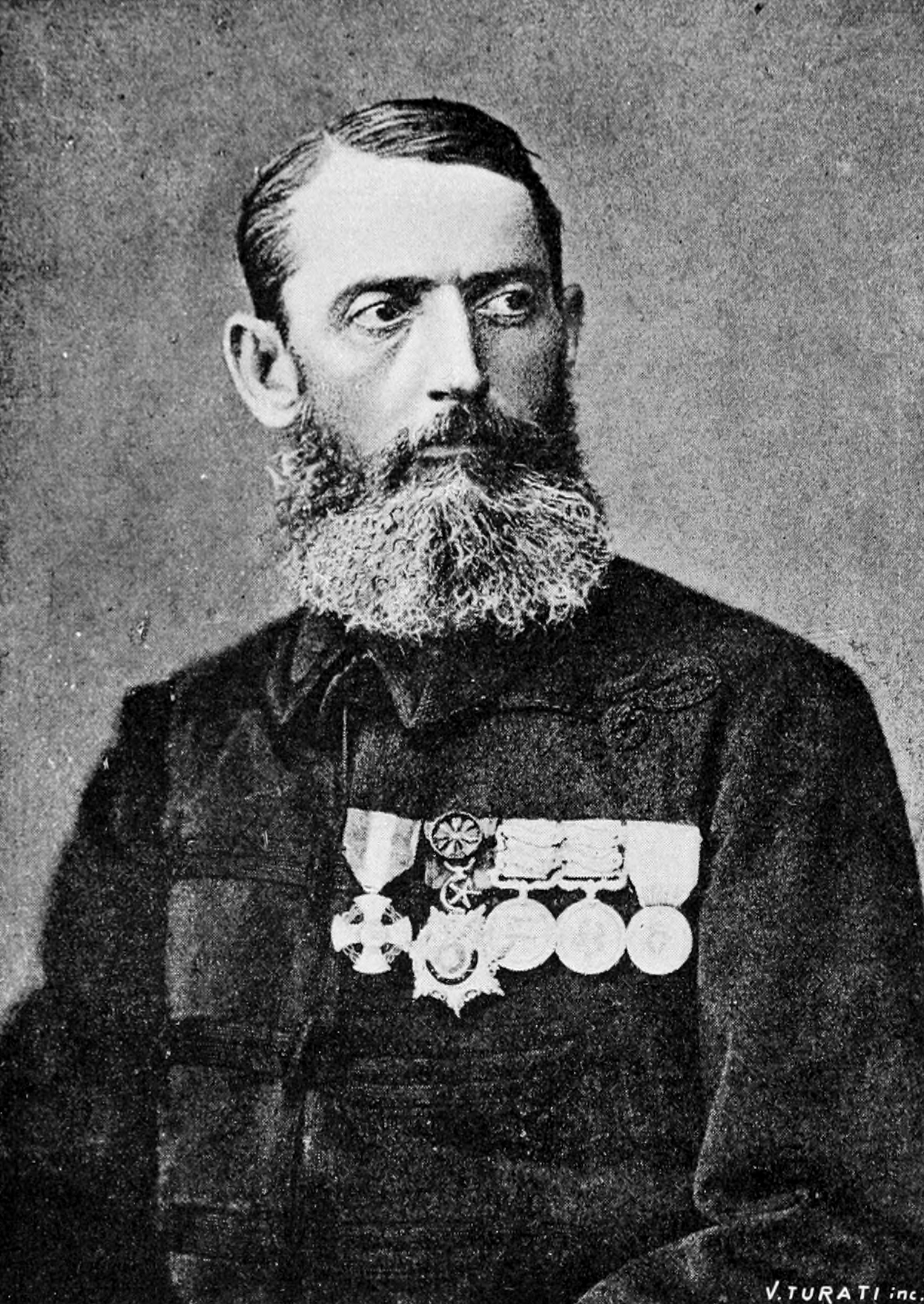
Romolo Gessi

Romolo Gessi Pascha (* 30. April 1831 auf See; † 1. Mai 1881 in Sues) war ein britischer Offizier, Afrikaforscher und Gouverneur im ägyptischen Sudan italienischer Herkunft.
Romolo Gessi ist als Sohn von Marco Gessi († 1842) und Elisabetta Golobetti am 30. April 1831 auf einer Schiffsreise von Konstantinopel nach Bukarest geboren. Marco Gessi war politischer Flüchtling aus Ravenna, studierte in London, erhielt die britische Staatsbürgerschaft und wurde britischer Vizekonsul in Bukarest. Bis zum Tode seines Vaters lebte Romolo Gessi in Bukarest, besuchte dann die Theresianische Militärakademie in Wien und lebte darauf beim Bruder seiner Mutter in Halle (Saale). Von 1848 bis 1853 arbeitete er wie sein Vater beim britischen Konsulat in Bukarest. Während des Krimkrieges war Gessi in der britischen Armee als Dolmetscher tätig und freundete sich dort mit Charles Gordon an. Nach dem Krieg kehrte er nach Rumänien zurück und arbeitete als Bergungsspezialist bei Lloyd’s Register in Sulina. 1860 heiratete er die Violinistin Maria Purkart und ließ sich in Tulcea (Rumänien) nieder. Nach dem Tod eines Bruders übernahm er dort dessen Sägemühle, die allerdings bankrottging. Aufgrund dieser finanziellen Probleme folgte Gessi 1874 dem Aufruf Charles Gordons, der im Jahr zuvor zum Gouverneur von Äquatoria im ägyptischen Sudan ernannt wurde, ihm in den Sudan zu folgen, wo er in dessen Auftrag 1876 die noch unbekannte Strecke des Bahr al-Dschabal zwischen Dufile und dem Mwutan erkundete, welche er zum ersten Mal umfuhr. Bei dieser Gelegenheit stellte Gessi den Ausfluss des Nil aus dem Albertsee fest.
Im Jahr darauf machte er mit Pellegrino Matteucci den vergeblichen Versuch, von Fadassi aus zu den Oromo vorzudringen, und übernahm dann das Kommando bei Niederwerfung des von dem Sklavenhändler Suleiman im südlichen Darfur und im Gebiet des Bahr al-Ghazal angeführten Aufstandes, der 1880 mit dem Tod Suleimans endete. Zum Pascha und Gouverneur der Provinz Bahr al-Ghazal ernannt, versuchte er, dort geordnete Zustände zu schaffen, wurde aber im Oktober 1880 bei einer Fahrt auf dem Bahr al-Ghazal nach Khartum mit einer Truppe von 400 Soldaten durch eine Pflanzenbarriere drei Monate lang eingeschlossen, so dass der größte Teil der Soldaten zu Tode kam.
Romolo Gessi starb am 1. Mai 1881 in Sues am Sumpffieber, nachdem er von dem österreichischen Forscher Ernst Marno befreit worden war.

## Werke
Postum gab sein Sohn Felix Gessi eine Sammlung von Berichten und Memoiren heraus:
- Romolo Gessi: Sette anni nel Sudan egiziano. Mailand 1891. (italienische Originalausgabe)
- Romolo Gessi: Seven Years in the Soudan. London 1892. (englische Übersetzung)